# Hie-jinja
Le Hie-jinja (日枝神社) est un sanctuaire shinto situé dans le quartier de Nagata-chō dans l'arrondissement de Chiyoda à Tokyo au Japon.
Le sanctuaire Hie est dédié à Oyamakui-no-kami, le dieu du mont Hie dans la préfecture de Shiga, plus connu sous le nom de Hie-no-kami, dont le sanctuaire tire son nom.
À la mi-juin, chaque année, se déroule le Sannō matsuri, l'un des trois grands festivals de Tokyo, avec Kanda matsuri et Fukagawa matsuri.

## Histoire
L'origine de ce sanctuaire remonterait au début de l'époque de Kamakura, lorsqu'un homme nommé Edo construisit un sanctuaire dédié à Hie-no-kami, la divinité gardienne de sa résidence, dans les jardins de l'actuel palais impérial de Tokyo.
En 1478, Ōta Dōkan construit le château d'Edo sur le site de l'actuel palais impérial de Tokyo. Dans son enceinte, il édifie également le sanctuaire Sannō-Hie, dédié à la divinité gardienne de sa demeure.
Lorsque le shogun Ieyasu Tokugawa arrive au pouvoir et s'installe dans le château d'Edo, il devient mécène du sanctuaire Hie et fait du dieu Hie-no-kami le protecteur d'Edo. Les citoyens d'Edo sont de grands fidèles de Hie, qu'ils considèrent comme la divinité gardienne du shogun.
En 1607, le shogun Tokugawa Hidetada déplace le sanctuaire à l'extérieur du château d'Edo et l'installe à Hayabusa-chō, près du théâtre national Kokuritsu Gekijo, ce qui permet aux citoyens d'Edo de le visiter et de prier Hie-no-kami.
En 1657, le sanctuaire Hie, ainsi qu'une grande partie de la ville d'Edo, sont détruits par le grand incendie de Meireki. Mais en 1659 le shogun Tokugawa Ietsuna le reconstruit à son emplacement actuel.
Le sanctuaire est détruit en 1945 par les bombardements de la Seconde Guerre mondiale. Les bâtiments actuels sont reconstruits en 1958.
Le sanctuaire Hie possède un sabre tachi, datant du début de la période Kamakura signé « Norimune » et classé Trésor national.